# 박성회
박성회(1947년 10월 3일~ )는 대한민국의 병리학자이자 면역학자로서, 1983년 서울대학교 의과대학에서 박사 학위를 취득 후 동 대학교 교수로 근무하고 있다. 박성회 교수는 월 흉선T세포 교육에서 중심이론(central dogma)인 흉선세포-흉선상피세포 상호작용에 의한 T 세포 교육뿐만 아니라, 제 2의 T세포 발달 기전(흉선세포-흉선세포 상호작용, T-T interaction)이 있음을 처음으로 밝혔다. 또 흉선세포에 발현되는 새로운 항원인 JL1을 발견하였으며 이는 백혈병치료의 표적으로 개발되어 현재 임상시험을 준비하고 있다.
한편 박성회 교수는 T세포 면역관용 유도 시스템을 확립하였으며 영장류에 췌도이식 전 투여하여 장기간 이식거부반응 억제 효능을 확인하였다. T세포 면역관용 유도는 사람에게 큰 부작용이 없으면서 효과적으로 장기이식과 자가 면역 질환 치료를 할 수 있는 가장 기초적 원론을 제시하였다. 박성회 교수는 현재 서울대학교 의과대학의 장기이식연구소에서 소장을 맡고 있으며 T세포 면역관용유도요법을 여러 면역질환에 적용하기 위한 연구뿐만 아니라 면역관용유도 기전에 대한 기초 연구도 수행 중이다.

## 주요 업적
- 면역관용유도요법 개발
- 백혈병치료항체 개발
- 새로운 T 림프구(T-T CD4 T 세포) 존재 규명

## 수상
- 1976 화이자 의학상 수상
- 1999 에밀 폰 베링 의학대상
- 2001 대한민국학술원상